# Whitefield (New Hampshire)
Pour les articles homonymes, voir Whitefield.
Whitefield est une municipalité américaine située dans le comté de Coös au New Hampshire. Selon le recensement de 2010, sa population est de 2 306 habitants, dont 1 142 à Whitefield CDP.

## Géographie
La municipalité s'étend sur 34,66 milles carrés (89,77 km2), dont 0,44 milles carrés (1,14 km2) d'étendues d'eau.

## Histoire
La localité est fondée en 1774. Elle est d'abord connue sous le nom de Whitefields, probablement en l'honneur de George Whitefield,. Elle perd son « s » final lorsqu'elle devient une municipalité en 1804.